# Pankrác Budecius, kantor
Pankrác Budecius, kantor je název novely Antonína Sovy, která vyšla poprvé v roce 1916 v nakladatelství Hejda a Tuček. Je zvláštní, že rozsahem neveliké dílko, z něhož dýchá láska k rodnému jihočeskému kraji a k prostému venkovskému životu vychází zrovna v době, kdy Evropou zmítá 1. světová válka a sám Sova je stižený osamělostí a nemocí, která ho bude pronásledovat až do konce života.

## Příběh
Autor pojmenoval své dílo po hlavní postavě, venkovském učiteli a muzikantovi Pankráci Budeciovi a děj situoval do 18. století. 

Pankrác Budecius ztrácí hned na počátku vypravování manželku a zůstává se svým synem Karlem Marií ve stavení sám. Pokračuje ve své práci a věnuje se čím dál častěji muzicírování s jediným potomkem. Ze všeho nejvíc se obává svodů ďábla a obviňuje se, že trápil svou ženu.

Jednoho dne si pro něj pošle hrabě Sternberg, jehož komorná Lízinka je do kantora zamilovaná. Sternberg použije záminku rozbitého cembala, jeho záměrem je však napomoci Liselotte k sňatku a ještě se u těchto námluv pobavit. Budecius se skutečně zpočátku dvoří, pak si ale vzpomene na manželku a uteče. Přesto je později vrchností přinucen si komornou vzít. Tím mu doma začne období drezury a je přinucen strávit veškerý volný čas koledou. Nástroje mu nová manželka zamkne do komory a tím se hrdina trápí nejvíce.

Přesto však vyprovází svým hraním se synem pohřby, kterých stále přibývá vlivem moru. Lízinka dokonce ze strachu z nákazy uteče na zámek a Pankrác si po dlouhé době oddechne. Jeho klid ale netrvá dlouho. Při jednom hraní na vesnické zábavě je přistižen vikářem a školním dozorcem jak zpívá prostopášné písně a je mu sebrána živnost i možnost starat se o syna. Zkroušený Budecius už nemá doma žádné radosti a odchází tedy na toulku do světa. 

Zde vyprávění nabude zkratkovitý ráz a několik let putování po vesnicích je shrnuto pouze několika řádky. Z aktéra vyprávění se stává starý muž hledající vysvobození a spočinutí. Žebrá po kraji, příležitostně hraje a vyučuje. Nikde se však nezdrží dlouho. Konec tomu přinese až jedna malebná víska na Českomoravské vysočině. Místní ho vítají jako moudrého člověka a učitele jejich dětí. 

K odchodu jej přiměje až po několika letech zmínka o Karlu Máriovi, který se prý v Praze stal uznávaným skladatelem a sbormistrem. Díky pomoci místních stařičkých knížat, kteří jej mají rádi se dostane do Prahy a se synem se shledá. Karel Maria je už dospělým mužem s ženou a dvěma dětmi. Otce rád vidí a ubytuje ho na pár týdnů u sebe. Budecius však již cítí tíhu svého stáří a touží se vrátit do rodné vsi. Stane se tak a dokonce se shledá i s Lízinkou. Usmíří se s ní a žijí spolu ve své dědince až do smrti.

## V kontextu díla Antonína Sovy
Do podtitulu Sova uvedl „quasi legenda“. Jistě se nejedná o náhodu. Kniha líčí životní cestu obyčejného člověka, který ke stáří nalezne svou životní moudrost a smíření, které po celou dobu hledal. Budecius je navíc zbožný člověk po způsobu starých učenců a do jeho duše můžeme nahlédnout zejména v okamžicích, kdy se obává božího trestu. Přesto však nám při čtení neunikne ironický podtón celého vyprávění. Sova jím však nechce shodit konstrukci svého příběhu, jen staví na realističtějších základech, než klasická legenda. Neidealizuje svět ani lidi, kteří jej obývají. S postoji žádné postavy není možné se plně ztotožnit a dokonce i závěrečné setkání Pankráce a jeho syna není klasickým happy endem. Syn se díky penězům stal panovačnějším, místy se za svého otce stydí a místy je k němu bezvýhradně kritický. Přesto je zde patrná vzájemná náklonnost a radost ze společného sdílení.

Tato Sovova novela, přestože není příliš významná v kontextu české prózy, zaujímá pozoruhodné místo v autorově tvorbě, protkané sociální tematikou a symbolistními východisky. Je prostým vyprávěním a pokusem o moderní legendu a tedy naprostým vybočením ze směřování Sovova díla. Je jeho příklonem k novoklasicismu, uměleckému stylu vyznačujícím se kompozičním citem, snahou o precizní vyjádření a rozumovostí.

## Vydání
Kniha vyšla poprvé v roce 1916 a od té doby nedoznala autorských změn. Druhé vydání následovalo v roce 1920 taktéž u Hejdy a Tučka v knize próz Koloběh starostí a jiné povídky jako 13. svazek Spisů Antonína Sovy. Třetí vydání se uskutečnilo roku 1938 taktéž v souboru autorových povídek. Čtvrté, páté a šesté již samostatné vydání obstaral v letech 1954, 1956 a 1973 Československý spisovatel. Šesté vydání je však nazvané pouze Pankrác Budecius. Naposledy novela vyšla v roce 2005 v souboru V zajetí alkoholu spolu s dalšími čtyřmi tematickými povídkami.
V roce 1973 upravil novelu pro rozhlas Jiří Šotola, Pankráce Budeciusa ztvárnil Karel Höger, režii měl Josef Hajdučík.